# Prosoparia anormalis
Prosoparia anormalis är en fjärilsart som beskrevs av Barnes och Mcdunnough 1912. Prosoparia anormalis ingår i släktet Prosoparia och familjen nattflyn. Inga underarter finns listade i Catalogue of Life.